# Craving Explorer
Craving Explorer（クレイビング・エクスプローラー）は、インターネット上にある動画をダウンロードするためのフリーのソフトウェアである。オンラインソフトのサイト「Vector」の「人気投票2010」において、グランプリを受賞している。

## 概要
開発したのは、大阪出身のプログラマー。以前は携帯電話の組み込みソフトの技術者をしていた。「Windows向けの便利なフリーソフトを作って、たくさんの人に知ってほしい」との思いから開発に至る。YouTubeやニコニコ動画などの動画投稿サイトにアップロードされている動画をダウンロードすることができるソフトで、ダウンロード時にファイル形式を変換することもできる。また、独自のウェブブラウザ機能を搭載しているため、他のブラウザを起動せずに動画サイトにアクセスすることができる。エクスプローラー機能も有していることから、既存のファイルをドラッグ・アンド・ドロップすることにより変換することもできる。
対応しているOSはWindows 10・Windows 8.1・Windows 8・Windows 7・Windows Vistaで、Internet Explorer 7以降がインストールされていることが最低限必要な動作環境となる。(現在、Windowsは2000・XP、IEは最新バージョン以外については、対応環境から外れている)なお、YouTubeとニコニコ動画についてはキャッシュを利用することもできる。長らくRC版として公開されてきたが、2011年7月12日に正式版がリリースされた。2018年4月24日、ベースとなるブラウザをInternet ExplorerからChromiumに変更した新バージョン『Craving Explorer 2』のβ版、v2.0.0βをリリースした。YouTube、ニコニコ動画、Dailymotion の3サイトの再生ページからのダウンロードが可能。

## 主な更新履歴
- 2018年7月10日 - v2.0.3βにて、64ビット版を公開[4]。
- 2018年12月13日 - v2.1.0βにて、YouTubeミュージックのダウンロードに対応[5]。
- 2019年2月7日 - v2.1.1βにて、TwitterとInstagramの動画ダウンロードに対応[6]。
- 2019年5月10日 - v2.1.4βにて、InstagramのIGTV動画のダウンロードに対応[7]。
- 2019年11月12日 - v2.2.0βにて、radikoタイムフリーで配信されている番組動画のダウンロードに対応[8]。
  - ただしv2.2.5β以降は、NHKの番組はダウンロード対象外となった[9]。
- 2020年8月4日 - 『Craving Explorer 2』はβ表記のないv2.3.0をリリース。YouTube、YouTube Music にてM4A形式での音声ダウンロード機能を追加[10]。
- 2020年11月29日 - v2.4.0にてYouTube、radiko の音声ダウンロード形式にMP3形式を追加[11]。